# Concili de Constança

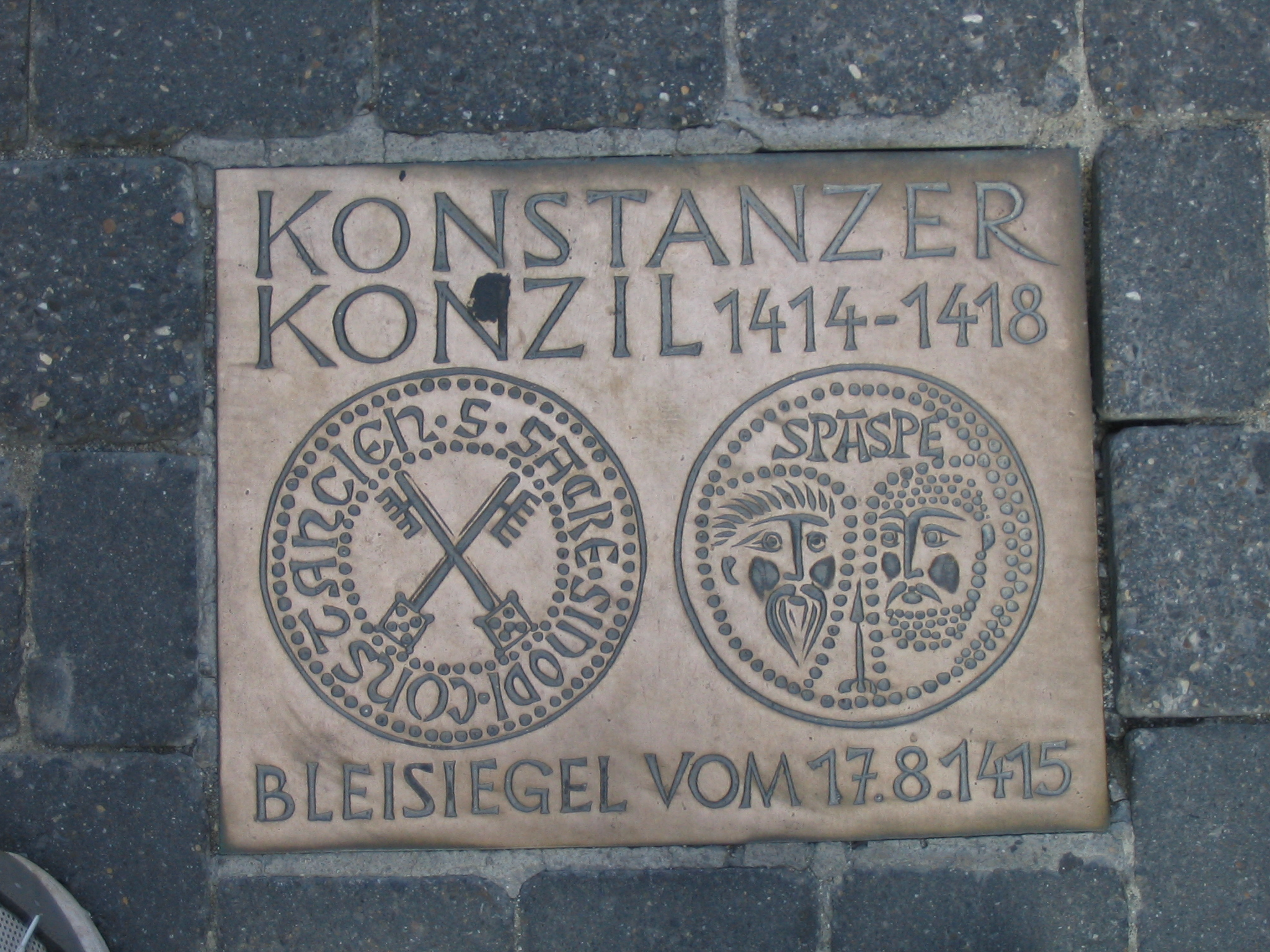
Placa que commemora el Concili de Constança

 El Concili de Constança va ser un concili ecumènic de l'Església cristiana, convocat el 30 d'octubre de 1413 per l'antipapa Joan XXIII de Pisa, amb l'acord de l'emperador Segimon. El concili, que va estar reunit des del 1414 fins al 1418 a Constança, va perseguir la finalitat d'acabar amb el Gran Cisma d'Occident i estudiar la reforma de l'Església. Entre d'altres, el concili va condemnar Jan Hus a ser cremat a la foguera el 6 de juliol del 1415.

## Elecció del Papa
En el moment de la convocatòria del concili, tres persones reclamaven el soli pontifici. Un intent del Concili de Pisa de 1409 de resoldre la qüestió amb l'elecció d'Alexandre V havia resultat infructuós, perquè tant Gregori XII a Roma com Benet XIII a Avinyó s'havien negat a acceptar l'autoritat conciliar per sobre de la pròpia i continuaven dirigint faccions de l'Església.
A l'obertura del concili, només els bisbes que recolzaven Joan XXIII es trobaven presents. En línia amb la doctrina conciliarista que havien adoptat a Pisa, el concili va declarar la primacia de la seva autoritat i el maig de 1415 va deposar Joan XXIII, que havia esperat d'ells confirmació dels seus títols per al papat. Tanmateix, ja que devia el seu nomenament original a l'autoritat conciliar, va acceptar la decisió. El juliol d'aquell mateix any, amb la presència ja dels cardenals de Gregori XII, es va reobrir el concili, que va acceptar la renúncia de Gregori; la postura d'aquest, que no havia admès la doctrina de què l'autoritat conciliar estigués per sobre del Papa, seria finalment confirmada per concilis posteriors.
Davant de la situació, Benet XIII va abandonar els plans de sumar-se al concili i va fugir des d'Avinyó a Peníscola. Després de llargues negociacions de Segimon amb el rei d'Aragó, aleshores monarca d'aquests territoris, es va aconseguir finalment que part dels bisbes de Benet s'incorporessin al concili i dictaminessin la deposició de Benet XIII. Benet no abandonaria el castell de Peníscola fins a la seva mort; tanmateix, potser en consideració al seu origen —Benet havia nascut com Pedro Martínez de Luna a Illueca, Aragó; les corones de Navarra, Aragó i Castella, així com l'escocesa el van reconèixer com a Papa durant la resta de la seva vida.
L'elecció d'un nou Papa es va mostrar en extrem complexa per les constants pressions dels monarques, que —preocupats per la presència de Segimon— van buscar també influir en la decisió. Finalment l'elecció l'11 de novembre de 1417 del moderat cardenal Otó de Colonna com Martí V va aconseguir aplacar les tensions. Amb aquesta es va donar fi al Gran Cisma d'Occident, després de gairebé quaranta anys de disputes.

## Reformes
El concili va continuar també les obres del de Pisa respecte a les reformes de doctrina i teologia sacramental. Els reformadors Jan Hus, John Wycliffe i Jeroni de Praga van ser condemnats com a heretges. Les restes de Wycliffe, que portava ja diverses dècades mort, van ser exhumades i es van transportar a Constança, on van ser cremades. Malgrat que Segimon havia garantit la seva protecció a Hus, aquest també va ser fet presoner i condemnat a mort. La seva execució va tenir lloc el 6 de juliol de 1415, junt amb la de Jeroni. La reacció no es va fer esperar a Bohèmia, on les guerres hussites tindrien la regió en conflicte permanent fins a la Guerra dels Trenta Anys.

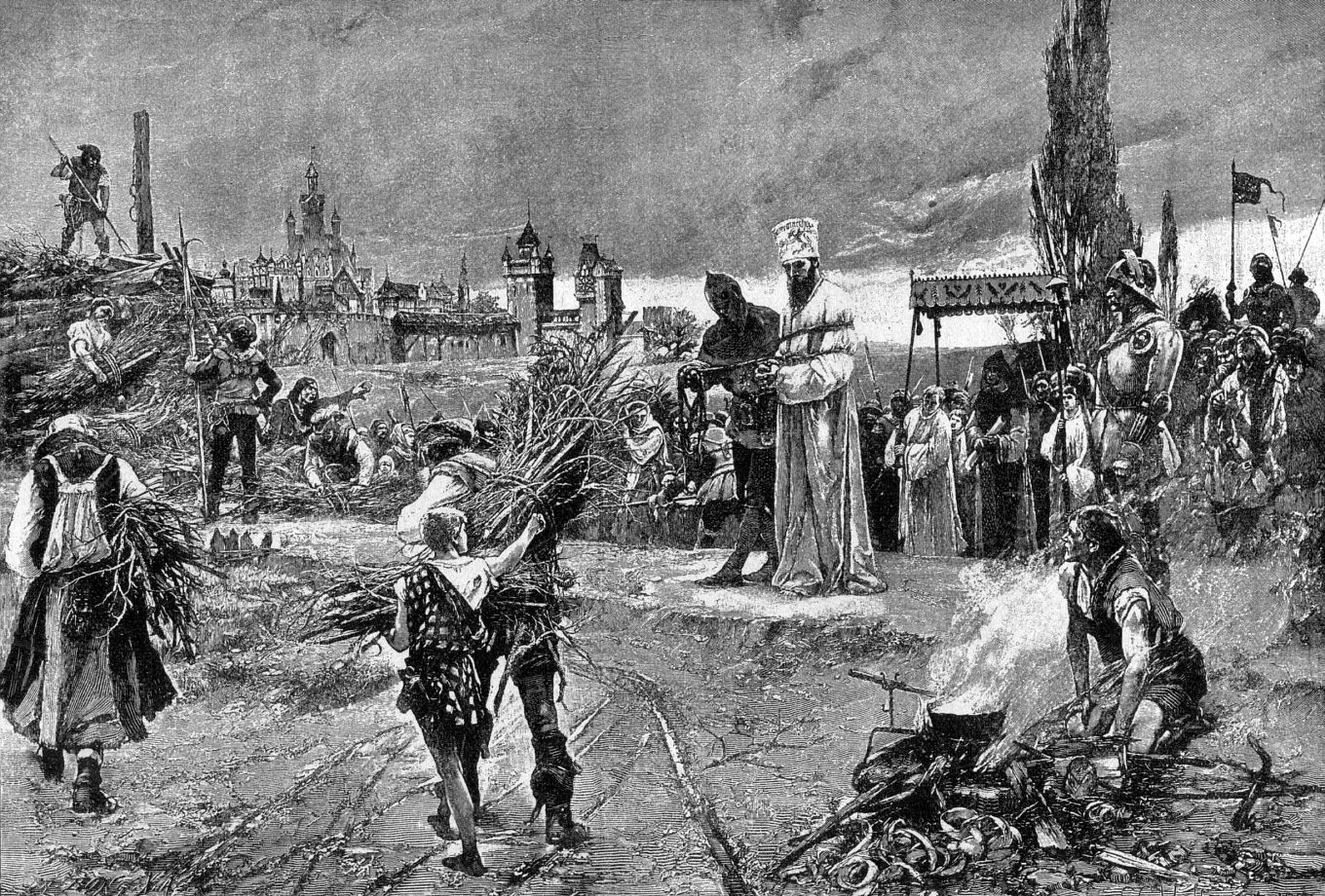
Mort d'Hus a la foguera

 El decret  Haec santa, promulgat el 6 d'abril de 1415, va establir la solidaritat col·legial entre les decisions conciliessis i l'autoritat papal, continuant la línia de reformes iniciada a Pisa. Tanmateix, i en part a causa de les mesures que va haver de prendre després Martí V per restaurar la debilitada influència del papat a Roma, el curs d'acció, que havia d'incloure, entre altres coses, concilis regulars convocats quinquennalment, es va suspendre. Certs historiadors veuen en això una de les causes de la Reforma protestant.

## Altres assumptes
El concili va debatre també l'acusació, feta pels cavallers Teutònics, que Polònia allotjava i defensava activament els pagans; els interessos de l'orde, que des de la conversió al cristianisme de Ladislau Jagelló de Lituània i el seu matrimoni amb la reina Eduvigis de Polònia, que va culminar amb la seva ascensió al tron com Ladislau II de Polonia, havia vist minvada la seva capacitat d'acció, van ser tanmateix desatesos. El rector de la Universitat de Cracòvia, Pawel Wlodkowicz, un eminent jurista, va defensar la teoria del dret a l'autogovern de totes les nacions, fins i tot les paganes, que seria després recollida i desenvolupada a les obres de l'escola de Salamanca.
També és conegut aquest concili perquè, després de la seva celebració, es va estudiar imposar clarament el celibat sacerdotal (Concili de Trento, un segle més tard), ja que s'assegura que durant el Concili de Constança, 700 dones públiques van assistir per atendre sexualment els bisbes participants.